# Лубе (коммуна)
Лубе́ (фр. Loubers, окс. Lobèrs) — коммуна во Франции, находится в регионе Юг — Пиренеи. Департамент — Тарн. Входит в состав кантона Кармо-2 Валле-дю-Серу. Округ коммуны — Альби.
Код INSEE коммуны — 81148.

## География

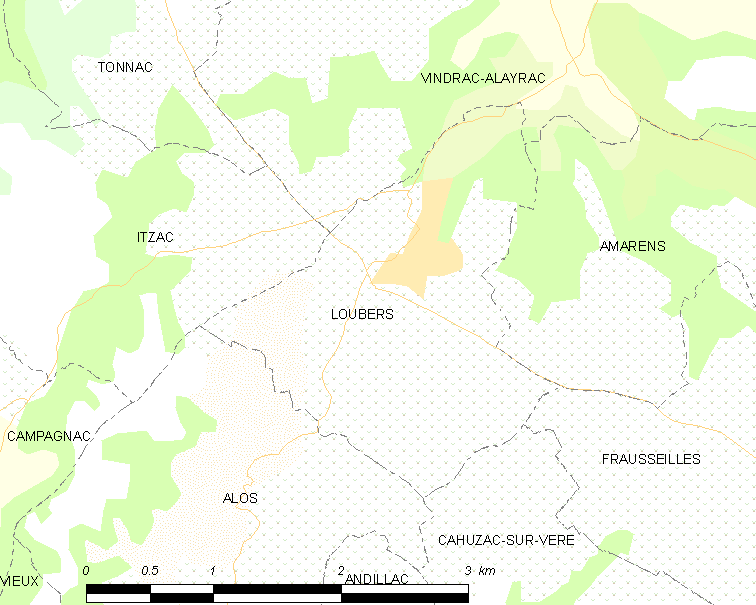
Карта коммуны

Коммуна расположена приблизительно в 540 км к югу от Парижа, в 65 км северо-восточнее Тулузы, в 24 км к северо-западу от Альби.
Большая часть территории коммуны занята виноградниками.

## Климат
Климат умеренно-океанический. Зима мягкая и дождливая, лето жаркое с частыми грозами. Ветры довольно редки.

## Население
Население коммуны на 2010 год составляло 93 человека.
| 1962 | 1968 | 1975 | 1982 | 1990 | 1999 | 2010 |
| ---- | ---- | ---- | ---- | ---- | ---- | ---- |
| 87   | 90   | 80   | 88   | 72   | 75   | 93   |

## Экономика
В 2007 году среди 48 человек в трудоспособном возрасте (15—64 лет) 34 были экономически активными, 14 — неактивными (показатель активности — 70,8 %, в 1999 году было 64,3 %). Из 34 активных работали 29 человек (16 мужчин и 13 женщин), безработных было 5 (2 мужчин и 3 женщины). Среди 14 неактивных 3 человека были учениками или студентами, 6 — пенсионерами, 5 были неактивными по другим причинам.

## Достопримечательности
- Церковь Св. Дионисия (XV—XVI века). Исторический памятник с 1978 года.[4]